# Khả Ngân
Trần Thị Kim Ngân, thường được biết đến với nghệ danh Khả Ngân (sinh ngày 31 tháng 7 năm 1997), là một nữ diễn viên kiêm người mẫu người Việt Nam.

## Tiểu sử và sự nghiệp
Khả Ngân sinh ra và lớn lên tại Thành phố Hồ Chí Minh, cô được biết đến là người mẫu ảnh của nhiều hãng thời trang từ khi còn đi học. Cô đã đoạt Giải Nhì bơi lội quốc gia vào năm 2008. Ngoài ra, cô còn được biết đến là một hot girl qua internet.
Năm 2015, cô tham gia chương trình truyền hình thực tế Điệp vụ tuyệt mật và một TV show của Thái Lan, Turn On Beauty.
Năm 2016, cô tham gia chương trình Bước nhảy hoàn vũ mùa 7 với sự đánh giá cao từ ban giám khảo đến ngày cô bị loại tại Liveshow 5.
Cùng năm, vào tháng 11, cô trở thành đại sứ thương hiệu của cà phê Mr. Brown, thương hiệu sở hữu bởi King Car - tập đoàn đã chiếm lĩnh thị trường cà phê đóng lon tại Đài Loan.
Năm 2017, cô tạm thời vắng bóng trong showbiz và trở lại vào năm 2018 trong phim điện ảnh 100 ngày bên em của đạo diễn Vũ Ngọc Phượng.
Năm 2019, khi đồng dẫn chương trình giọng hát Việt nhí trên VTV3, cô cũng đã ghi dấu những ấn tượng tốt với khán giả. Đây cũng là chương trình đầu tiên cô đồng dẫn trong sự nghiệp làm MC.
Năm 2020, Khả Ngân chính thức lấn sân sang lĩnh vực ca hát để trở thành một nghệ sĩ đa năng. MV đầu tiên mang tên Cô Gái Việt Nam ra mắt với sự hợp tác của nhạc sĩ Phan Mạnh Quỳnh. Cô sau đó được mời đồng dẫn cho chương trình Thiếu niên nói của VTV.
Năm 2021, cô quyết định Bắc tiến và tham gia bộ phim 11 tháng 5 ngày với vai Tuệ Nhi cùng Thanh Sơn, Hà Trung,...
Năm 2023, cô trở lại với bộ phim Gia đình mình vui bất thình lình với vai Trâm Anh. Đây là bộ phim đánh dấu lần tái hợp của cô với Thanh Sơn sau 11 tháng 5 ngày.

## Danh sách phim
Khả Ngân đã tham gia nhiều bộ phim, các vai diễn ấn tượng nhất trong các phim:
| Tựa phim                              | Năm  | Đạo diễn                          | Vai diễn                    | Định dạng        | Chú thích          |
| ------------------------------------- | ---- | --------------------------------- | --------------------------- | ---------------- | ------------------ |
| Trở về 3                              | 2014 | Việt Trinh                        | Diễm                        | HTV9             | [ 1 ] [ 4 ] [ 8 ]  |
| Cao thủ ẩn danh                       | 2016 | Lê Khắc Hoài Nam                  | vai chính                   | phim chiếu rạp   | [ 1 ] [ 8 ]        |
| Lật mặt 2: Phim trường                | 2016 | Lý Hải                            | Vy                          | phim chiếu rạp   | [ 2 ] [ 4 ]        |
| Nàng tiên có 5 nhà                    | 2017 | Trần Ngọc Giàu                    | Giáng Tiên                  | phim chiếu rạp   | [ 8 ]              |
| 100 ngày bên em                       | 2018 | Vũ Ngọc Phượng                    | Ánh Dương                   | phim chiếu rạp   | [ 2 ] [ 8 ] [ 9 ]  |
| Yêu em từ khi nào                     | 2018 | Tsai Lex, Nguyễn Công Hậu         | vai chính                   | phim chiếu rạp   | [ 8 ] [ 10 ]       |
| Hậu duệ mặt trời                      | 2018 | Trần Bửu Lộc                      | Hoài Phương                 | VTC3             | [ 2 ] [ 9 ] [ 11 ] |
| Hai Phượng                            | 2019 | Lê Văn Kiệt                       | Hai Phượng (lúc thiếu niên) | phim chiếu rạp   |                    |
| Kẻ săn tin                            | 2020 | Trương Hoàng Vinh                 | Nhã Lan                     | Web drama        |                    |
| Bí mật của gió                        | 2020 | Nguyễn Phan Quang Bình            | Linh                        | Phim chiếu rạp   |                    |
| Xin chào hạnh phúc: Cô nàng mộng mơ   | 2020 | Lý Khắc Lynh                      | Nhã Uyên                    | VTV3             |                    |
| Sám hối                               | 2021 | Peter Hein                        | vai thứ chính               | Phim chiếu rạp   | [ 12 ]             |
| Xin chào hạnh phúc: Hoa nở trong nắng | 2021 | Nguyễn Bảo Trâm                   | Quỳnh / Chi                 | VTV3             |                    |
| 11 tháng 5 ngày                       | 2021 | Nguyễn Đức Hiếu & Lê Đỗ Ngọc Linh | Tuệ Nhi                     | VTV3             | [ 13 ]             |
| Bác sĩ hạnh phúc                      | 2023 | Dany Đỗ                           | Trà My                      | Netflix và Danet |                    |
| Gia đình mình vui bất thình lình      | 2023 | Nguyễn Đức Hiếu & Lê Đỗ Ngọc Linh | Trâm Anh                    | VTV3             |                    |

### MV đã tham gia
| MV                                         | Năm  | Ca sĩ           | Thể loại | Vai trò   | Chú thích |
| ------------------------------------------ | ---- | --------------- | -------- | --------- | --------- |
| Chờ ngày mưa tan                           | 2013 | Noo Phước Thịnh | V-pop    | diễn viên | [ 14 ]    |
| Anh sợ mất em                              | 2014 | 365             | V-pop    | diễn viên | [ 15 ]    |
| Gật đầu                                    | 2018 | Jun Phạm        | V-pop    | diễn viên | [ 16 ]    |
| Ngồi yên anh sang ngay (Thế là mết em rồi) | 2022 | Isaac           | V-pop    | diễn viên |           |
| Meet You At The Right Time                 | 2022 | Avi             | V-pop    | diễn viên |           |

### MV đã thực hiện
| MV                                | Năm  | Thể loại | Chú thích       |
| --------------------------------- | ---- | -------- | --------------- |
| Cô gái Việt Nam                   | 2020 | V-pop    | Phan Mạnh Quỳnh |
| Em đau lòng thế anh vừa lòng chưa | 2020 | V-pop    | Trang Pháp      |
| 97 triệu                          | 2020 | V-pop    | Đặng Anh Tuấn   |

## Chương trình truyền hình
| Tên chương trình                 | Năm          | Vai trò                                                                                           | Ghi chú |
| -------------------------------- | ------------ | ------------------------------------------------------------------------------------------------- | ------- |
| Lần đầu tôi kể                   | 2014         | Khách mời                                                                                         |         |
| Điệp vụ tuyệt mật                | 2015         | Tham gia với Vĩnh Thụy, Phương Mai, Hồng Quế...                                                   | [ 4 ]   |
| Yan star                         | 2015         | Tham gia với Á Hân                                                                                |         |
| Cười là thua                     | 2015         | Tham gia với Don Nguyễn                                                                           |         |
| Chung sức                        | 2015         | Tham gia với Thế Anh, Phương Ly và Á Hân                                                          |         |
| Ngạc nhiên chưa                  | 2015         | Tham gia với Hải Triều                                                                            |         |
| Không giới hạn - Sasuke Việt Nam | 2015         | Dừng lại ở "Bám trụ", Stage 1                                                                     |         |
| Bước nhảy hoàn vũ                | 2016         | Tham gia với Zhivako ivanov                                                                       |         |
| Thiên đường ẩm thực              | 2016 và 2018 | Tham gia với Sĩ Thanh và Chi Dân, Thái Nhật và Tam Triều Dâng                                     |         |
| Sao nhập ngũ                     | 2017         | Tham gia với Mai Ngô, Hương Giang                                                                 |         |
| Khách đến chơi nhà               | 2018         | Tham gia với Jun Phạm                                                                             |         |
| Trí lực sánh đôi                 | 2018         | Tham gia với La Thành                                                                             |         |
| Cuộc chiến mỹ vị                 | 2018         | Tham gia với Jun Phạm                                                                             |         |
| Ai cũng bật cười                 | 2018         | Tham gia với Lê Dương Bảo Lâm và Trường Giang                                                     |         |
| Nhanh như chớp                   | 2018 và 2022 | Tham gia với Puka và Jun Phạm, Hà Hiền và Misthy                                                  |         |
| City girl                        | 2019         | Tham gia với Châu Bùi                                                                             |         |
| 2idol                            | 2019         | Khách mời                                                                                         |         |
| Đùa như thật                     | 2019         | Tham gia với Trương Quốc Bảo                                                                      |         |
| Giọng hát Việt nhí               | 2019         | Đồng dẫn với Gil Lê (tất cả riêng trận chung kết không tính)                                      |         |
| Chọn ai đây                      | 2020         | Tham gia với Thanh Duy                                                                            |         |
| Thiếu niên nói                   | 2020         | Đồng dẫn với Gil Lê, Jun Phạm (tại các đầu cầu của các trường trên địa bàn Thành phố Hồ Chí Minh) |         |
| Chúng tôi - Chiến sĩ             | 2020         | Khách mời                                                                                         |         |
| Người ấy là ai                   | 2020         | Tham gia với Minh Hằng và Jun Phạm                                                                |         |
| Sao hỏa sao kim                  | 2020         | Tham gia với Võ Hoàng Yến                                                                         |         |
| Studio H9                        | 2020         | Tham gia với Tùng Leo                                                                             |         |
| Muốn ăn phải lăn vào bếp         | 2020         | Tham gia với Trường Giang                                                                         |         |
| Ca sĩ bí ẩn                      | 2020         | Tham gia với Song Luân và Thanh Duy                                                               |         |
| Ký ức vui vẻ                     | 2020         | Thành viên đội 2010 với Mạc Văn Khoa                                                              |         |
| Bếp vui bùng vị                  | 2020         | Tham gia với Quang Trung                                                                          |         |
| Gõ cửa nhà sao                   | 2021         | Tham gia với Hoàng rapper                                                                         |         |
| Bữa trưa vui vẻ                  | 2021         | Khách mời                                                                                         |         |
| Cuộc hẹn cuối tuần               | 2021         | Tham gia với Nguyễn Thanh Sơn                                                                     |         |
| Nói đi ngại gì                   | 2021         | Khách mời                                                                                         |         |
| Gặp gỡ mùa xuân                  | 2022         | Tham gia với Bình An và Nguyễn Thanh Sơn                                                          |         |
| Tài tám tiếu                     | 2022         | Tham gia với Khả Như, Quốc Khánh, Phát La và Tun Phạm                                             |         |
| Thách là chơi                    | 2022         | Tham gia với Lê Dương Bảo Lâm, Khả Như và Thuận Nguyễn                                            |         |
| Thời tới rồi                     | 2022         | Tham gia với Lê Dương Bảo Lâm, Trường Giang, Lâm Vỹ Dạ và Hữu Tín                                 |         |
| Thực khách vui vẻ                | 2022         | Tham gia với Lê Dương Bảo Lâm và Quách Ngọc Tuyên                                                 |         |
| Gặp gỡ diễn viên truyền hình     | 2023         | Khách mời                                                                                         |         |
| Phiêu lưu cùng Gulliver          | 2023         | Tham gia với Nguyễn Thanh Sơn                                                                     |         |

## Giải thưởng và đề cử
| Lễ trao giải   | Năm  | Hạng mục                                            | Tác phẩm đề cử                   | Kết quả   | Vai Diễn | Chú thích |
| -------------- | ---- | --------------------------------------------------- | -------------------------------- | --------- | -------- | --------- |
| Cánh Diều Vàng | 2022 | Nữ diễn viên chính xuất sắc phim truyện truyền hình | 11 tháng 5 ngày                  | Đoạt giải | Tuệ Nhi  |           |
| Ấn tượng VTV   | 2022 | Nữ diễn viên ấn tượng                               | 11 tháng 5 ngày                  | Đề cử     | Tuệ Nhi  |           |
| Ấn tượng VTV   | 2023 | Nữ diễn viên ấn tượng                               | Gia đình mình vui bất thình lình | Đề cử     | Trâm Anh |           |

Tháng 10 năm 2016, trong Tuần lễ ASEAN do Bộ Văn hóa Du lịch Malaysia tổ chức, có sự góp mặt hơn 100 nghệ sĩ thuộc nhiều lĩnh vực nghệ thuật của Đông Nam Á, Việt Nam có 3 đại diện: diễn viên Khả Ngân, diễn viên Công Dương và hoa hậu Thùy Dung. Khả Ngân đã giành được giải Miss ACEQM (Asean Celebrity Explore Quest Malaysia), một giải thưởng dành cho nghệ sĩ tiềm năng trong khu vực Đông Nam Á do đích thân Mohamed Nazri Abdul Aziz - Bộ trưởng Bộ Du lịch và Văn hóa Malaysia trao tặng.
Cuối năm 2017, Khả Ngân nhận giải thưởng Nữ nghệ sĩ được yêu thích nhất trong chương trình Sao nhập ngũ.
Năm 2018, cô xếp vị trí thứ 3 hạng mục Nghệ sĩ có hoạt động nổi bật của WeChoice Awards 2018.
Tháng 11 năm 2019, trong lễ trao giải Bông Sen Vàng của Liên hoan phim Việt Nam diễn ra tại Vũng Tàu, Khả Ngân được lọt vào top 3 Nữ Diễn Viên Chính Xuất Sắc Nhất cùng với Ngô Thanh Vân và Hoàng Yến Chibi.
Tháng 9 năm 2020, Khả Ngân được TC Candier bình chọn vào top 100 gương mặt đẹp nhất thế giới năm 2020.
Ngày 22 tháng 1 năm 2021, Khả Ngân và Hứa Vĩ Văn được Hội điện ảnh Thành phố Hồ Chí Minh trao kỷ niệm chương, giấy chứng nhận cho hạng mục "Nam – nữ diễn viên xuất sắc nhất trong phim truyện điện ảnh". Cũng trong tháng 10 cùng năm, cô đã được vinh danh tại hạng mục Nữ diễn viên xuất sắc nhất trong bộ phim Bí mật của gió tại Giải thưởng Hàn Lâm Sáng tạo Châu Á 2021.
Ngày 13 tháng 9 năm 2022, Khả Ngân nhận giải thưởng Nữ diễn viên chính xuất sắc phim truyện truyền hình tại Giải Cánh diều 2021 với vai Tuệ Nhi trong bộ phim 11 tháng 5 ngày.